# Code.org
Code.org ist eine 2013 in den USA gegründete Non-Profit-Organisation (501(c)(3)) und gleichnamige Website, die möglichst viele Menschen und insbesondere Kinder für das Thema Informatik (im Englischen „Computer Science“) und Programmieren begeistern will.
Laut den Gründern, der durch deren Erfolg inspirierten deutschen Initiative „Jeder kann programmieren“, gelang es Code.org allein bis 2014 mehr als 10 Millionen Dollar Spenden zu sammeln und ein Team aus 36 Mitarbeitern, darunter 14 Vollzeitstellen, aufzubauen.
Wichtiger Erfolgsfaktor waren sich viral verbreitende YouTube-Videos, in denen Prominente wie Mark Zuckerberg, Bill Gates, Barack Obama, Bill Clinton und Chris Bosh die Aufforderung „Learn to code!“ bewarben.
Als ein erstes Ergebnis wurde bis 2014 bereits in fünf amerikanischen Bundesstaaten das Programmieren in den Schulunterricht integriert.
Die Website enthält frei zugängliche Einführungen und Übungen zum Programmieren. Die Initiative zielt auch auf die Verwendung von Code.org-Material im Informatikunterricht hin.

## Geschichte
Code.org wurde im Januar 2013 von Hadi und Ali Partovi als eine Non-Profit-Organisation ins Leben gerufen, die sich darauf konzentriert, das Erstellen von eigenen Computerprogrammen besser zugänglich zu machen. Der anfängliche Schwerpunkt lag auf der Erstellung einer Datenbank aller Informatik-Curricula in den Schulen der Vereinigten Staaten.
Zu dieser Zeit sagte Hadi Partovi, dass etwa neunzig Prozent der US-Schulen Programmierung nicht lehren, obwohl es sich um ein „grundlegendes Feld“ unserer Informationsgesellschaft handelt.
Die Idee für Code.org kam von Hadi, der erklärt, dass der Tod von Steve Jobs im Jahr 2011 ein Auslöser war, um über sein eigenes potenzielles Vermächtnis nachzudenken.
Ende Februar 2013, einen Monat nach dem Start der Seite, veröffentlichten sie ein Video mit Mark Zuckerberg, Bill Gates, Jack Dorsey und weiteren Programmierern und Unternehmern, die die Wichtigkeit des Programmierens betonten.
Das Video verbreitete sich viral und erhielt viel positive Aufmerksamkeit.
Partovi warb über Millionen Dollar an Unterstützungen für Code.org von verschiedenen Technologieunternehmen und Tech-Unternehmensgründern ein.
2014 veröffentlichte Code.org ein einstündiges Tutorial, in dem ein  Flappy Bird -Videospiel mit der visuellen blockbasierten Sprache der Seite implementiert und gestaltet wurde.
Code.org veröffentlichte auch Programmierübungen, die sich um die Charaktere des Disneyfilms Die Eiskönigin – Völlig unverfroren (Originaltitel „Frozen“) drehten.
Weitere Themen waren Angry Birds und Plants vs. Zombies.
Im Dezember 2014 führte Code.org eine erfolgreiche Indiegogo-Crowdfunding-Kampagne, die mehr als 5 Millionen $ einbrachte.
Insgesamt hat Code.org um die 100 Millionen Schülerinnen und Schüler erreicht.
Am 16. November 2015 kündigte Microsoft eine Partnerschaft mit Code.org an, um mittels Minecraft ein Programmiertutorial für Kinder zu starten.
Eine wichtige Lobbyarbeit von Code.org beim staatlichen Gesetzgeber ist es auch sicherzustellen, dass Computerprogrammierklassen nicht als Fremdsprachenunterricht kategorisiert werden, sondern als naturwissenschaftlicher Unterricht, damit sichergestellt ist, dass in Computerkursen Konzepte über das Programmieren hinausgehend unterrichtet werden.

## Hour of Code
Während der Computer Science Education Week
vom 9. bis 15. Dezember, startete Code.org die „Hour of Code Challenge“ auf der Code.org-Website, um Informatik an Schülerinnen und Schüler mit kurzen Programmieraufgaben zu vermitteln.
Hour of Code erfordert das Zusammenstellen von kurzen Codestücken in der Programmiersprache Blockly, einer grafischen Programmiersprache ähnlich wie Scratch.
Die Initiative wurde etwa zwei Monate im Voraus angekündigt
und hatte zum Startzeitpunkt die Unterstützung des Präsidenten der Vereinigten Staaten Barack Obama sowie der Vorsitzenden von Technologiefirmen wie Microsoft und Apple.
An der Initiative nahmen ca. 20 Millionen Leute teil, und es wurden insgesamt über 600 Millionen Zeilen Code geschrieben.
Die Hour of Code bot einigen teilnehmenden Schulen Anreize, wie zum Beispiel fünfzig Laptops oder eine Telefonkonferenz mit Tech-Koryphäen wie Bill Gates oder Jack Dorsey an.
Bis Oktober 2014 hatten ca. 40 Millionen Schüler an einer Hour-of-Code-Lektion teilgenommen,
und eine weitere Hour of Code wurde im Dezember 2014 durchgeführt.
Hour-of-Code-Lektionen wurden hier auch in Apple Retail Stores angeboten.

## Programmieren im Lehrplan
Der erste Schritt in den Bemühungen der Organisation in Bezug auf die Lehrpläne der Schulen, war es, mit den US-Schulbezirken zusammenzuarbeiten, um Programmierung in den Lehrplan zu bringen. Die meisten US-Schulen boten zu dieser Zeit keine Kurse zum Programmieren an. Der nächste Schritt war die Erstellung von kostenlosen Online-Lehr- und Lernmaterialien für Schulen für die Einführung der Informatikklassen.
Bis 2014 hatte Code.org Computerkurse in dreißig US-Schulbezirken gestartet und hatte so etwa 5 % (etwa zwei Millionen) aller Schülerinnen und Schüler in öffentlichen Schulen der USA erreicht.
2015 hatte Code.org etwa 15.000 Lehrer unterwiesen, um Informatik zu vermitteln, sodass etwa 600.000 weitere Schülerinnen und Schüler erreicht werden konnten, die zuvor keinen Zugang zur Programmierung hatten. Ein hoher Prozentsatz darunter gehörte entweder Minderheiten an oder war weiblich.
In diesem Jahr schloss Code.org eine Partnerschaft mit etwa siebzig der größten US-Schulbezirke (einschließlich der sieben größten). Code.org schloss sich auch mit anderen privaten Einrichtungen zusammen, um zusätzliche Computer-Lernmaterialien und Möglichkeiten zu bieten. 2015 hatten sich sechs Millionen Schülerinnen und Schüler in Code.org-Klassen eingeschrieben. Code.org ging auch eine Partnerschaft mit College Board ein, um eine Palette von fortgeschrittenen Computerprogrammierkursen anzubieten. Die primäre Plattform, die in Code.org eingesetzt wird, ist Code Studio, welches die zugrundeliegenden Konzepte der Programmierung durch das Zusammenstecken von Logikblöcken ermöglicht.

## Versuch der Übertragung auf Deutschland
Der große Erfolg von Code.org im englischen Sprachraum legte nahe, das Prinzip mit ähnlichen Mitteln auf Deutschland zu übertragen. Dazu wurde die deutsche Initiative Jeder kann programmieren gegründet, die dazu beitragen soll, auch im deutschsprachigen Raum möglichst viele Menschen an der Weiterentwicklung der digitalen Gesellschaft zu beteiligen.
Gestartet wurde das Projekt im Wissenschaftsjahr 2014 (Die digitale Gesellschaft) von dem Wissenschaftsjournalisten Ranga Yogeshwar und dem Geschäftsführer des Fraunhofer-Verbunds IUK-Technologie Thomes Bendig mit Fördermitteln des Bundesministeriums für Bildung und Forschung. Neben einigen eigenen Angeboten sollen auf der projekteigenen Website vor allem bereits vorhandene Initiativen gebündelt und bekannt gemacht werden.

### Entwicklung
Die Idee zu dem Projekt hatten Yogeshwar und Bendig nach eigenen Angaben während eines gemeinsamen Gespräches. Bestärkt fühlten sie sich dabei von den Ergebnissen der 2013 in den USA entwickelten Website „Code.org“, die sie als überaus erfolgreich bewerten. Das didaktische Konzept wurde von ihnen in Zusammenarbeit mit dem Studio NAND entwickelt und anschließend im Rahmen des Wissenschaftsjahres die Initiative gestartet.
Die Einführungsveranstaltung zu „Jeder kann programmieren“ fand am 10. Juni 2014 in Berlin statt. Neben vielen kleineren Veranstaltungen gab es im Zuge der Initiative auch einige größere Projekte. Im Juni 2015 wurde unter dem Titel „Digitale Gesellschaft gestalten - Medienkompetenz und Programmieren für die Unterrichtspraxis“ eine Broschüre für Schulen herausgegeben mit Hinweisen zur Unterrichtsgestaltung und vorgefertigten Arbeitsblättern. Am 7. Juli 2015 wurde im Rahmen der IdeenExpo 2015 in Hannover der erste Coding-Day veranstaltet. Am 4. November 2015 wurde das vom Fraunhofer-Institut für Intelligente Analyse- und Informationssysteme entwickelte Projekt Open Roberta vorgestellt, welches als Erweiterung des Projektes Roberta – Lernen mit Robotern Kinder und Jugendliche spielerisch für die Programmierung von Robotern begeistern soll.
Von Kritikerseite wird gegen das hinter „Jeder kann programmieren“ stehende Konzept eingewendet, der hochkomplexe Vorgang des Programmierens würde zu stark vereinfachend betrachtet. Anstelle möglichst früher Programmiererfahrungen müssten vorrangig Grundfertigkeiten wie Lesen und Rechnen besser vermittelt werden, als notwendige Voraussetzung, um seine eigenen Fähigkeiten realistisch einschätzen zu können und fachgerechtes Programmieren zu erlernen.

### Trägerverein
Als gemeinnütziger Träger der Initiative wurde am 2. Juni 2014 „Start Coding e. V.“ gegründet. Der Verein soll als Ansprechpartner und Wegbereiter fungieren. Sein Vorstand besteht aus Thomas Bendig (erster Vorsitzender) sowie Ali Baslik, Henning Köhler und Stephan Thiel als stellvertretende Vorsitzende. In fachlichen und strategischen Fragen soll der Beirat des Vereins, bestehend aus Gesche Joost, Lars Klingbeil, Lena-Sophie Müller, Niels Pinkwart und Ranga Yogeshwar, die Initiative begleiten.

### Botschafter und Unterstützer
Das Projekt wird durch prominente Botschafter und Privatunternehmer unterstützt. Beim offiziellen Start hielt der Bundeswirtschaftsminister Sigmar Gabriel einen 15-minütigen Grundsatzvortrag. Dabei erklärte er, er sehe darin „eine Chance, dem Fachkräftemangel in der IT-Industrie entgegenzuwirken.“ Des Weiteren führte er aus, „die Aufforderung, Programmiersprachen zu erlernen, richte sich nicht nur an eine kleine Gruppe von Nerds.“
Im Zuge der Medienkampagne zum Start der Initiative wurden auch eine Reihe YouTube-Videos mit Prominenten veröffentlicht, die dazu aufrufen, Programmieren zu lernen. Neben Sigmar Gabriel und Ranga Yogeshwar fungieren eine Reihe weiterer Prominenter als Botschafter der Initiative, so unter anderem Maybrit Illner, Bernhard Hoëcker, Ulrich Walter, Wolfgang Heckl, Diana zur Löwen und Y-Titty.